# 댄 브록
댄 W. 브록(Dan W. Brock)은 미국의 윤리학자이다.

## 같이 보기
- 건강 형평성
- 노먼 대니얼스
- 대니얼 위클러
- 현인수